# Elvira Prado
Elvira Prado-Fabregat  (Barcelona, 20 de agosto de 1978) es una actriz y cantante española.
Estudia interpretación en la Escuela Nancy Tuñón, y Escuela Memory, ambas en Barcelona. Además, tiene estudios de piano, canto y solfeo además de haber realizado cursos de ballet, jazz y claqué y distintos seminarios de interpretación.
Se dio a conocer en la serie Al salir de clase, donde interpretó el papel de Elisa entre 1999 y 2001, aunque antes, en 1998, ya había trabajado como actriz de doblaje en la película El príncipe de Egipto, en la que también participaba en la banda sonora.
En la actualidad, y desde 2006, trabaja en el programa sobre sexo de La Sexta Todos a cien, presentado por Josep Tomás y donde interpreta el papel de Eva.
Ha participado con papeles episódicos en series como Majoria absoluta (2002), Hospital Central (2004) o Lobos (2005), así como en la película documental de Carlos Balagué La casita blanca. La ciudad oculta (2002).
En su trayectoria teatral figuran títulos como Suburbia (1997-1998), El libro de la Selva (1996-1997), La mort d’Ivan Illitx (2006), Notre Dame de Paris (2001-2002), La ópera de los cuatro cuartos (2002), Jugant a Rodgers (2003), No són maneres de matar una dona (2004-2005) o Gènesi 3.0 (2007).
Como cantante ha participado en Pepper Ann, Barrio Sésamo, En Busca del Valle Encantado IV, Mulán, Hércules,  Camelot o El Príncipe de Egipto (Canción: "Si tienes fe") entre otros y ha actuado en la orquesta Enric Colomé. Además, en 2001 actuó junto a Cristina Castaño en el festival de Viña del Mar como parte de una trama de Al salir de clase, serie en la que solía cantar al ser su personaje la voz de un grupo de música llamado Radar.
También se la ha visto en anuncios publicitarios y como invitada en programas televisivos como Pasapalabra (2001) o Silenci? (2005) para la autonómica catalana TV3, donde también condujo en 2005 el programa Tr3s D junto a Ramón Pellicer y Tània Sàrrias.
Como actriz y cantante ha participado también en el musical Notre Dame de Paris (ver Notre Dame de Paris (musical)) en el papel de Flor de Lis.